# Aristolochia longispathulata
Aristolochia longispathulata är en piprankeväxtart som beskrevs av F. Gonzalez. Aristolochia longispathulata ingår i släktet piprankor, och familjen piprankeväxter. Inga underarter finns listade i Catalogue of Life.